# La Dernière Femme
Pour plus de détails, voir Fiche technique et Distribution.
La Dernière Femme (titre italien : L'ultima donna) est un film dramatique franco-italien réalisé par Marco Ferreri et sorti en 1976.
Ce nouveau film du réalisateur connu pour son aura scandaleuse depuis La Grande Bouffe est une étude de cas sur la difficulté des relations entre les sexes. Gérard, l'ingénieur incarné par Gérard Depardieu, est le père célibataire d'un fils. Lorsqu'il fait la connaissance de Valérie, l'éducatrice jouée par Ornella Muti, celle-ci endosse le rôle de mère pour son fils. Gérard se sent de plus en plus exclu et réduit à sa sexualité. Il décide de s'autocastrer.
Dans ce film, la nudité est traitée de manière assez ouverte ; Depardieu apparaît dévêtu pendant plus des deux tiers de l'action, dans certaines scènes il a même le pénis en érection.

## Synopsis
Gérard, adepte de moto, est ingénieur dans une usine de Créteil (Val-de-Marne). Quitté par sa femme Gabrielle, acquise aux thèses du Mouvement de libération des femmes, il doit élever seul son petit garçon, Pierrot. Contraint de rentrer chez lui à la suite d’un chômage technique, il passe reprendre son fils à la crèche et fait alors la connaissance de Valérie. Cette belle puéricultrice, qui s’apprêtait à partir pour la Tunisie avec Michel, un amant occasionnel, accepte de venir vivre, pour quelque temps, dans l’appartement de Gérard, situé dans un grand ensemble de la « ville nouvelle ». Leurs relations sensuelles leur font oublier le caractère désespérant de l’environnement. Le couple se forme. L’enfant est associé à leurs jeux amoureux. Valérie éprouve bientôt pour Pierrot des sentiments maternels, puis sympathise avec Gabrielle, venue leur rendre visite, et avec René, un ami de Gérard. Bien vite Valérie, se rendant compte qu’elle n’est qu’une femme-objet pour Gérard dont la jalousie s'accentue, se révolte et se refuse. Gérard n’acceptant pas cette remise en cause, le conflit est inévitable. Pour se rassurer sur sa virilité, il tente en vain de séduire Benoîte, une voisine. Après une violente dispute avec Valérie, il s’émascule à l’aide d’un couteau électrique.

## Fiche technique
Sauf indication contraire, les informations mentionnées dans cette section peuvent être confirmées par la base de données cinématographiques Unifrance,  présente dans la section « Liens externes ».
- Titre original français : La Dernière Femme[1]
- Titre italien : L'ultima donna
- Réalisation : Marco Ferreri
- Scénario : Marco Ferreri, Rafael Azcona, Dante Matelli
- Photographie : Luciano Tovoli
- Montage : Enzo Meniconi (it)
- Musique : Philippe Sarde
- Décors : Michel De Broin
- Costumes : Gitt Magrini
- Directeur de production : Roberto Giussani
- Production : Edmondo Amati (it), Maurizio Amati, Gian-Maria Avetta, Georges Roitfeld
- Sociétés de production : Flaminia Produzioni Cinematografiche (Rome), Les Productions Jacques Roitfeld (Paris)
- Pays de production :  France -  Italie
- Langue originale : français
- Format : couleur par Eastmancolor - 1,85:1 - Son mono - 35 mm
- Durée : 112 minutes
- Genre : drame
- Date de sortie : 
  - France : 21 avril 1976
  - Italie : 4 septembre 1976
- Classification :
  - France : interdit aux moins de 18 ans lors de sa sortie en salles.
- Affiche : Georges Kerfyser (France)

## Distribution
- Ornella Muti : Valérie
- Gérard Depardieu : Gérard
- Michel Piccoli : Michel
- Renato Salvatori : René
- Giuliana Calandra : Benoîte
- Zouzou : Gabrielle
- Benjamin Labonnelie : Pierrot
- Nathalie Baye

## Production
Le film a été produit par Flaminia Produzioni Cinematografiche et Les Productions Jacques Roitfeld pour une distribution par Columbia France. Le tournage a eu lieu du 1er septembre à novembre 1975 en France, à Paris et à Créteil ainsi qu'au vapocraqueur no 1 et d'autres lieux du complexe pétrochimique Total Petrochemicals France SA (ex-CDF-Chimie) sur la route de Carling à Saint-Avold, en Moselle pour représenter le lieu de travail de Gérard.
Marco Ferreri avait proposé à Romy Schneider un rôle dans ce film en précisant que Gérard Depardieu serait son partenaire. À ce moment-là, il n'avait pas encore de scénario terminé, ce qui a rebuté Schneider qui a décidé d'abandonner le projet.
Pour son rôle, Gérard Depardieu aurait pris 15 kilos avant le tournage.

## Distinction
- Césars 1977 : nomination au César du meilleur acteur pour Gérard Depardieu.